# أبو الحسن الخنيزي
الشيخ علي أبو الحسن بن الحسن بن مهدي بن كاظم بن علي بن عبد الله بن مهدي الخنيزي (1291 هـ - 1363 هـ). هو رجل دين شيعي قطيفي من كبار فقهاء الشيعة الإثني عشريَّة بمدينة القطيف في زمانه.

## ولادته ونشأته
كانت ولادته في شهر رجب من سنة 1291 هـ بمدينة القطيف، وولد في أسرة متديّنة فكان والده مسؤولاً عن إجراء بعض المعاملات والعقود الشرعيَّة، حيث أن البلاد كانت آنذاك مفتقرة لرجال الدين فكان أبناء الشعب يوقفون على يديه بعض الأوقاف وربما جعلوا ولاية بعضها له وكانت جميع حجج المبيعات، والمشريات متوجة بشهادته.
وقد ابتدأ بتعلَّم العلوم الحوزويَّة تقليدياً في وطنه، فكان من أساتذته في المقدمات: محمد علي النهاس، وعبد الله الشيخ ناصر آل نصر الله، وابنه علي آل نصر الله، ومحمد علي آل عبد الجبار، ومنصور الجشي.

## أسفاره وهجرته
ارتحل سنة 1313 هـ للحجّ ثم زار المدينة المنورة، وفي السنة التي تلتها كانت هجرته إلى النجف بصحبة أبيه الذي لم يلبث أن رجع إلى القطيف، وتوفي بها سنة 1316 هـ، فرجع الخنيزي إلى وطنه، ومكث فيه ستة أشهر، وعاد بعدها إلى النجف حيث أكبَّ على التحصيل حتى نال إجازة الاجتهاد، وكان من أساتذته المعروفين في النجف: هادي الهمداني، ومحمد طه نجف، وأبو تراب الخوانساري، وفتح الله الأصفهاني، ومحمد كاظم الخراساني.

## رجوعه لوطنه
عاد لموطنه القطيف عام 1329 هـ، واشتغل بحياته العلميَّة، وعقد درساً في البحث الخارج سنة 1343 هـ في مسجده الكبير، وكان يخرج إلى القرى والأرياف لتوجيه العوام وتعليمهم الدين.

## مؤلفاته
| - روضة المسائل في إثبات أصول الدين بالدلائل. - قبسة العجلان في تحقيق الكفر والإيمان والطاعة والعصيان. - المناظرات الكمالية. - الخلسة من الزمن في معنى التسامح في أدلة السنن. - أصول الدين. رسالة مختصرة في أصول الدين جعلها مقدمة لرسالته العمليَّة. - دلائل الأحكام في شرح شرائع الإسلام. | - حاشية على كتاب إحقاق الحق. - الرسالة الشكية. وهي مختصرة من رسالته الكبرى. - رسالة عملية صغرى. رسالة عمليَّة موجهة لعمل المقلِّدين. - نعم المنهج. في أحكام مناسك الحج. - صراع الحق. في مجلدين كبيرين. |